# Оранжский собор (529)
Второй Оранжский (Араузионский) собор — поместный собор, состоявшийся в 529 году в Араузионе (ныне Оранж). В нём принимали участие 14 епископов. Председателем был архиепископ Цезарий Арелатский. Предметом обсуждения был вопрос о соотношении свободы воли и Божественной благодати. Собор принял 25 правил и Определение веры, в основу которых были положены Главы папы Феликса IV против Пелагия, Целестия, Юлиана, епископа Экланского, и Фавста Регийского, направленные Цезарию накануне собора. Собор осудил многие положения учения о Божественной благодати Иоанна Кассиана (хотя его имя и не называется). Из всех рассмотренных собором богословских вопросов только учение о предопределении ко злу было анафематствовано в Определении веры.

## Предыстория и ход собора
В современной историографии Оранжский собор 529 года рассматривается в контексте борьбы архиепископа Цезария Арелатского с архиепископами Вьена за влияние в церковных провинциях королевства бургундов. Начиная со своего избрания епископом в 502 году Цезарий, чей диоцез находился на территории королевства остготов, безуспешно пытался распространить полномочия своей митрополии на территорию Бургундии, что встретило противодействие Авита Вьеннского (епископ в 494—518 годах). Военные успехи остготов в начавшейся в 508 году войне не изменили это положение дел. Не имея возможности установить фактический контроль над диоцезами, подчинявшимися Авиту, Цезарий добивался подтверждения своих формальных прав у папы Симмаха, и в 513 году он получил соответствующий документ. В том же документе Симмах подтвердил права епископов Арля на диоцезы Нарбонской Галлии и назначил его викарием Галлии. Тем не менее, реальное число суффраганов у Цезария было весьма небольшим. Как следствие или же в порядке протеста против ущемления своих канонических прав, Цезарий начиная с 506 года не проводил синодов в своей провинции — в отличие от Авита, который организовал в 517 году ставший заметным событием собор в Епао. Ситуация изменилась в 523 году, когда с расширением территории государства остготов Цезарий смог установить контроль над спорными диоцезами. Первым крупным политическим успехом Цезария стал Арелатский собор 524 года, на котором приняли участие 18 епископов. Вскоре состоялись ещё три собора, проведённых на территории, ранее контролировавшейся епископом Вьена: в Карпантра (ноябрь 527), Араузионе (июль 529) и в Везоне (ноябрь 529).
Формальный повод для созыва Второго Оранжского собора указан в его сохранившихся «Деяниях» — освящение базилики построенной в городе префектом претория Галлии Либерием. Согласно поставленной Цезарием пометке, собор был открыт в день лат. die quinto nonas julias, Decio juniore viro claro consule, что соответствует 3 июля 529 года. Из четырнадцати епископов, принимавших участие в соборе, помимо Цезария известен только епископ Тулонский Киприан. Как следует из «Деяний», отцы собора предполагали обсудить вопрос о благодати и свободе воли, по которым «мнения простецов вошли в разногласие с кафолической верой». Предыстория, которая привела к формированию именно такой повестки, не известна. После завершения собора в Карпантра предполагалось, что следующий синод состоится в ноябре 528 года в Везоне. Тот факт, что соборе в Везоне был отложен на год указывает на то, что после ноября 527 года произошли непредвиденные для Цезария и его подчинённых епископов события. Возможно, причиной стал состоявшийся в 528 году в Валенсии собор под председательством Юлиана Вьеннского, на котором учение Цезария о благодати было объявлено еретическим. Деяния Валенсийского собора утрачены и подробности о его решениях не известны. Цезарий был приглашён на него, но не прибыл, сказавшись больным. Доктринальная проблема, которая лежала в основе конфликта состояла в том, что Цезарий разделял учение о благодати Августина, которое находилось в прямом противоречии с консенсусом по данному вопросу, сложившимся в Галлии в течение последнего столетия. Как и в случае предшествующих конфликтом, Цезарий поспешил предварительно заручиться поддержкой Рима. По такому случаю папа Феликс IV (526—530) направил ему письмо с подборкой тезисов августинианской направленности, которые легли в основу соборных capitula.

## Решения собора

### Общая характеристика
Соборные постановления были подтверждены папой Бонифацием II 25 января 531 в письме Per filium nostrum к Цезарию Арелатскому. В католическом богословии именно мнение Араузионского собора признано истинно католическим, в то время как за учением Иоанна Кассиана закрепился термин полупелагианство. На православном Востоке учение Иоанна Кассиана о синергии никогда не ставилось под сомнение (см., напр., Иоанн, прп. Лествица. IV 105; Phot. Bibl. Cod. 197). Учение Иоанна Кассиана наиболее детально разрабатывает православный взгляд на соотношение свободы воли человека и благодати.
Встав фактически на точку зрения блаженного Августина в вопросе о предопределении, собор, а вслед за ним и вся Римская церковь в лице папы, сформулировали важное отличие западной христианской антропологии от точки зрения, принятой на Востоке.

### Каноны собора
Текст постановлений Оранжского собора состоит из краткого предисловия, 25 глав, символ веры и подписей участников. Из 25 глав (лат. capitula) только первые 8 из которых написаны в форме канонов. Согласно общепринятой точке зрения, предисловие и символ составлены Цезарием Арелатским.
1. Грех Адама повредил тело и душу человека (включая его волю);
2. Грех Адама, включая смерть тела, перешёл на всех его потомков;
3. Человеческой молитве должна предшествовать благодать;
4. Перед тем как изменится злая воля человека, должна сойти благодать на человека;
5. Вере в Бога у человека должна предшествовать благодать;
6. Вера, труд, молитва, вера, все доброе это благодаря не нам, а благодати;
7. Выбор в нас спасения не наш, но Бога;
8. К благодати крещения человек не может прийти по своей воли, а только Бог его может привести к купели;
9. Делание человека добра это действие Бога в нас и с нами;
10. Любые добрые дела человека должны иметь поддержку от Бога;
11. Дар истинной молитвы это от Бога;
12. Любовь Бога к человеку это дар, а не заслуга человека;
13. Разрушенная свободная воля в человеке восстанавливается только святым крещением;
14. Невозможно освободиться от греховного состояния без милости Бога;
15. Адам изменился в худшую сторону по причине греха, верующий меняется в лучшую по благодати;
16. Человек будет в чести не за его достижения, а только как дар от Бога;
17. Мужество язычников от жадности, мужество христиан от любви Бога;
18. Благодать предшествуют добрым делам человека;
19. Спасение человека не может быть без благодати;
20. Человек не может ничего хорошего сделать без Бога;
21. Падшая природа может быть восстановлена не исполнением закона, а благодатию;
22. Собственное человека — только грех и неправда, а правда в нём это Божие;
23. Собственная воля человека это злая воля, а добрая это когда человек выполняет волю Бога;
24. Христос — «корень виноградной лозы», источник жизни, люди это «побеги», без корня нет жизни;
25. Любовь человека к Богу это Божий дар.